# Ljubgojna
Ljubgojna is een plaats in Slovenië en maakt deel uit van de gemeente Horjul in de NUTS-3-regio Osrednjeslovenska. De plaats telde 139 inwoners op 1 januari 2020.